# Nelofer Pazira
Nelofer Pazira (en árabe: نيلوفر بازيرا , India, 1973) es una actriz, guionista, activista de los derechos humanos y cineasta canadiense nacida en la India en una familia afgana de idioma darí. 

## Biografía
Creció en Kabul durante la Guerra de Afganistán y más tarde iría a Pakistán y finalmente a Nuevo Brunswick.
Protagonizó en 2001 la película "Kandahar" de Mohsen Makhmalbaf, donde narra su aventura de retorno a Afganistán, bajo régimen talibán, para buscar a una antigua amistad .

## Filmografía
- Kandahar (2001)
- Return to Kandahar (2003)
- The Giant Buddhas (2005)
- Audition (2008)
- Act of Dishonour (2010)